# Josef Zeman (zápasník)
Josef Zeman (24. prosince 1925 Praha, Československo – 2003) byl československý zápasník. V roce 1952 startoval na olympijských hrách v Helsinkách, kde v zápase řecko-římském vypadl v kategorii do 52 kg ve druhém kole. Desetkrát se stal mistrem Československa, sedmkrát v zápase řecko-římském a třikrát ve volném stylu.